# 人口相対危険度
人口相対危険度（じんこうそうたいきけんど）とは疫学における指標の1つで、「集団相対危険度」とも呼ばれ、集団全体と非暴露群における疾病の頻度を比で表現したもの。人口相対危険度は、集団全体の発生率を非暴露群の発生率で割ることにより求めることができる。
|          | 疾病あり | 疾病なし | 計        |
| -------- | -------- | -------- | --------- |
| 暴露あり | A        | B        | A+B       |
| 暴露なし | C        | D        | C+D       |
| 計       | A+C      | B+D      | T=A+B+C+D |

{\displaystyle R={\cfrac {\cfrac {A+C}{A+B+C+D}}{\cfrac {C}{C+D}}}}
R:人口相対危険度

## 暴露率との関係
「集団内における暴露群の割合」である暴露率をPとした場合、「集団全体の発生率＝暴露群の発生率×P＋非暴露群の発生率×（1-P）」となる。
これを「人口相対危険度＝集団全体の発生率/非暴露群の発生率」に代入すると、
人口相対危険度
＝｛暴露群の発生率×P＋非暴露群の発生率×（1-P）｝/非暴露群の発生率
＝｛（暴露群の発生率/非暴露群の発生率）×P＋（1-P）｝
＝（相対危険度×P）＋（1-P）
従って、「人口相対危険度」は、「相対危険度と暴露群の割合との積」と「非暴露群の割合」との和となる。